# Šega (priimek)
Šega je priimek več znanih Slovencev:
- Agata Šega (*1965), jezikoslovka romanistka, francistka
- Aleš Šega (*1962), filmski snemalec
- Barbara Šega Čeh (*1953), klasična filologinja, lektorica, prevajalka
- Bogdan Šega, višji predavatelj: lesarstvo
- Domen Šega, plesalec
- Drago Šega (1918—2004), literarni zgodovinar, literarni in gledališki kritik, urednik, in dramaturg
- Edvard Šega, športni delavec
- Franc Andrej Šega (1711—1787), slikar, graver in medaljer na Bavarskem
- Ivan Šega (1871—1936), šolski organizator
- Ivan Šega (*1939), pisatelj, etnolog, domoznanec, muzealec, čebelar
- Janez Anton Šega, pečatorezec
- Jernej Šega (1714—1800), vrezovalec žigov (pečatorezec)
- Judita Šega (*1962), arhivistka in zgodovinarka
- Lidija Šega (*1941), prevajalka iz nemščine, predavateljica, slovaropiska
- Meta Šega Potokar (1916—1964), lektorica nemščine
- Milan Šega (1915—1998), (mladinski) pisatelj, urednik, publicist
- Oskar Šega, športni potapljač
- Peter Šega (*1935), elektronik, predavatelj
- Polona Šega (*1969), etnologinja
- Ronald M. Sega (Šega) (*1952), ameriški vesoljec (astronavt)
- Rudolf Šega (1880—1934), publicist in urednik
- Saša Šega Crnič (*1966), otroška pisateljica
- Saša Šega Jazbec, zdravnica nevrologinja, nekdanja vodja Centra za multiplo sklerozo, izr. prof. MF
- Vanda Šega (*1959), pesnica
- Vinko Šega (1917—2013), duhovnik, prelat, pisatelj
- Vladimir Šega (*1959), inženir elektroenergetik, predsednik Združenja svetov delavcev Slovenije, promotor ekonomske demokracije